# Bryan Wade
Bryan Wade   (Leeds, agost 1946) és un antic pilot de motocròs anglès que va assolir diversos èxits durant les dècades del 1960 i 1970, entre ells cinc títols de Campió britànic (1969, 1971-1974), un dels quals en 500cc, dos en 250cc i dos més en 125cc. És, doncs, l'únic pilot a haver guanyat campionats britànics en aquestes tres cilindrades.

## Biografia
Nascut a Leeds, Bryan Wade es crià en una petita vila del Bowes Moor, als límits del comtat de Durham amb Yorkshire. Fou educat en un internat, però en patir dislèxia no va progressar en els estudis. A 14 anys va començar a practicar per fora d'asfalt amb la BSA Bantam 125 que li regalà el seu pare, Len, i a 16 hi va córrer la seva primera cursa a Toft Hill, Durham. Aviat, el seu pare li canvià la BSA per una Francis-Barnett 197 i, més tard, en veure els progressos del seu fill, per una Greeves MDS, molt més competitiva.
Wade va començar a destacar aviat als nombrosos scrambles (com s'anomenava aleshores el motocròs a Anglaterra) on participava. El 23 de maig de 1964, va aparèixer per primer cop una foto seva publicada al prestigiós setmanari Motor Cycle News. El 1966, Greeves el va enviar al Gran Premi d'Espanya de 250cc (celebrat al circuit de Santa Rosa el 27 de març) en substitució de Bryan Goss, qui s'havia fracturat la clavícula. A només 19 anys i essent el seu primer Gran Premi, hi acabà setè en una mànega i novè en la general. Tres mesos després, quan n'hi faltaven dos per a fer els 20 anys, Greeves el contractà com a pilot oficial. En aquella època, l'espectacularitat del seu estil de pilotatge ja li havia valgut el sobrenom de Wild Wade. Molt popular als TV Scrambles, el 1967 fou quart al Grandstand Trophy de la BBC, tant en la cilindrada dels 250cc com en la dels 750cc. Aquell any, cercant de viure més a prop del centre d'Anglaterra, on se celebraven més curses que no pas al nord, Bryan Wade fixà la seva residència a Nailsworth, Gloucestershire, on va arribar a viure molts anys.
Tot i la seva vàlua com a pilot, Wade va estar molt afectat per avaries o caigudes que l'apartaven sovint dels bons resultats. Per bé que de ben jove, quan va debutar al campionat del món, diversos especialistes li vaticinaven un gran futur internacional i, fins i tot, el qualificaven com a "futur Campió del Món", el seu pas pel mundial no va acabar de fructificar. Sí que va aconseguir-hi punts durant diverses temporades, però la seva millor classificació al campionat fou un catorzè lloc final en 250cc la temporada de 1970, amb la Greeves. Al seu país també va trigar a triomfar, però finalment, el 1969 va aconseguir el seu primer títol britànic a la cilindrada dels 250cc. El 1970 va tornar a passar una mala temporada, amb diverses caigudes i avaries que van deteriorar força la seva relació amb Greeves. A finals d'any, tip dels repetits problemes mecànics amb la seva moto, va deixar Greeves i va fitxar per l'importador de Husqvarna al Regne Unit, Brian Leask. El 1971, el seu primer any amb la marca sueca, aconseguí el campionat de 250cc i fou subcampió de 500cc, títol que aconseguiria l'any següent.
El 1973, s'instaurà un nou campionat britànic en la cilindrada dels 125cc i Wade el guanyà amb la Husqvarna. El 1974 canvià de nou de marca, aquest cop a Suzuki, i revalidà amb la nova moto el campionat de 125cc. Després de dos anys amb Suzuki, a partir de 1976 va pilotar diverses motos (Villa, Maico, KTM i Honda) fins que, l'agost de 1979, acabada una cursa a Cadders Hill, Norfolk, va decidir d'abandonar les competicions.
Un cop retirat, Bryan Wade es va dedicar a dirigir durant anys les escoles de pilotatge per a joves que havia creat a mitjan dècada del 1970, anomenades Train with Wade ("Entrena't amb Wade"). Sovint, les classes s'impartien al circuit de Hawkstone Park. Entre els alumnes que van passar-hi n'hi hagué uns quants que, de grans, van triomfar al Campionat britànic i a l'escena internacional, com ara David Watson i Rob Andrews.
Cap al 2011, Bryan Wade residia a Sabah, Borneo, on tenia un negoci de rutes d'aventura per l'illa, anomenat Borneo Biking Adventures.

## Palmarès al Campionat britànic
Font:
| Any          | Motocicleta       | 500 cc   | 250 cc | 125 cc |
| ------------ | ----------------- | -------- | ------ | ------ |
| 1966         | Greeves           | -        | 10è    | -      |
| 1967         | Greeves           | 8è       | 8è     | -      |
| 1968         | Greeves           | ?        | ?      | -      |
| 1969         | Greeves           | 7è       | 1r     | -      |
| 1970         | Husqvarna/Greeves | 4t       | 4t     | -      |
| 1971         | Husqvarna         | 2n       | 1r     | -      |
| 1972         | Husqvarna         | 1r       | 3r     | -      |
| 1973         | Husqvarna         | 2n       | 4t     | 1r     |
| 1974         | Suzuki            | -        | -      | 1r     |
| 1975         | Suzuki            | 9è       | -      | -      |
| 1976         | Maico             | 9è       | -      | -      |
| 1977         | Suzuki            | 8è       | -      | -      |
| Total títols | Total títols      | 1        | 2      | 2      |
|              |                   | 5 títols |        |        |

Notes
1. ↑  Fins al 1972 inclòs, no existia el Campionat britànic de 125cc.
2. ↑  El 1975, les antigues dues cilindrades principals (500 i 250cc) es fusionaren en una de sola, 500cc, i la de 125cc va desaparèixer.